# إدو سبير
إدو سبير (مواليد 26 مايو 1926 في أمستردام)، هو مهندس معماري ومصمم وصحفي وسياسي هولندي ينتمي لحزب الديمقراطيون 66. وهوزوج كورين روتشفير ملكة جمال العالم لعام 1959.